# Ega (grup humà)
Els ega (o diés, o egwes) són els membres del grup ètnic que té com a llengua pròpia l'ega. Hi ha entre 2.500 i 3.100 (joshuaproject) egües que viuen al poble de Borondoukou, que està proper a Gly, al cantó de Diés de la regió de Lôh-Djiboua, del centre-sud de Costa d'Ivori. El seu codi ètnic és NAB59j i el seu ID al joshuaproject és 11720.

## Territori i pobles veïns
L'ega es parla a la regió de Lôh-Djiboua, al cantó de Diés, al poble de Borondoukou, situat prop de Gly.
Segons el mapa lingüístic de Costa d'Ivori de l'ethnologue, el territori ega està situat al centre-sud de Costa d'Ivori i té com a veïns als lakota dides, al nord; als yocoboué dides, a l'est i al sud; i als godiés, a l'oest.

## Llengües
L'ega és la llengua materna del poble ega. Aquests també parlen el francès, llengua oficial de Costa d'ivori i la majoria són bilingües en dida - ega, ja que històricament s'han casat amb membres d'aquest poble.

## Religió
Segons el joshuaproject, el 70% dels egües són cristians, el 20% creuen en religions tradicionals africanes i el 10% són musulmans. El 70% dels egües cristians són protestants i el 30% pertanyen a esglésies independents.
Segons el peoplegroups, els egües creuen en un cristianisme marginal que, tot i que la base de la seva religió es basa en el cristianisme, aquesta no és teològicament cristiana.